# Villa Serego
La Villa Serego, también llamada Villa Sarego, es una villa del siglo XVI relacionada con el arquitecto Andrea Palladio. Se encuentra en la localidad de Santa Sofía en la frazione de Pedemonte, en el municipio italiano de San Pietro in Cariano (provincia de Verona). Forma parte del Patrimonio de la Humanidad declarado por la Unesco.
Construida para la aristocrática familia Sarego, y diseñada por Andrea Palladio, la villa se distingue por su uso de columnas rústicas de orden jónico.

## Historia
La villa fue un encargo del veronés Marcantonio Sarego, creyéndose que fue en honor de su matrimonio con Ginerva Alighieri hacia 1550, aunque Sarego entró en posesión de la propiedad de Santa Sofia en el año 1552 por herencia. No es hasta 1565 cuando decide renovar radicalmente el complejo constructivo. Pocas y fragmentarias son las noticias que se refieren a la historia constructiva del complejo, en la década de los años 1560.
Sólo se realizó en una pequeña parte, especialmente en relación con el extenso proyecto que aparece en Los cuatro libros de arquitectura de 1570: menos de la mitad del patio rectangular y, en particular, la sección septentrional. Existía un edificio habitable en 1572, según se deduce del testamento de Marcantonio de tal fecha, pero la hipótesis es que con la muerte de Marcantonio en los años 1580 los trabajos se interrumpieron definitivamente, aunque parece demostrada la voluntad de concluir, al menos, la parte del complejo reservada a los apartamentos señoriales. 
En 1740 Francesco Muttoni pudo ver el trazado del patio entero, en las columnas puestas en obra que deberían haberlo completado. En 1857 se realizaron más construcciones, a mano del arquitecto Luigi Trezza: se añadieron nuevos espacios habitables a lo largo del lado occidental del edificio, insertándose en la traza original renacentista y alterándola en parte, al tiempo que la cabecera del patio inacabado se le dio una imagen definitiva haciendo girar el entablamento y la balaustrada.

## Arquitectura
Dos esculturas hechas de piedra caliza permanecen rodeadas de bordes semicirculares en frente de la villa. Parece que son los dioses Diana (con los atributos de la caza) y Apolo (sosteniendo un arpa), símbolo de la villa tanto como retiro rural y refugio para la cultura y la belleza.
Aislada en el extremo occidental de la «geografía palladiana» del Véneto y una de las últimas villas proyectadas por Palladio, la Villa Serego en Santa Sofia represente por muchos motivos un episodio excepcional. A diferencia de la villa típica de Palladio, generalmente un organismo fuertemente jerarquizado y dominado totalmente por el «lleno» de la casa dominical, Palladio prefiere aquí articular el espacio en torno al gran «vacío» del patio central, tomando probablemente como modelo las propias reconstrucciones de las villas romanas. El diseño del atrio se inspira en dos residencias romanas conocidas por Palladio en los escritos de Vitrubio y Leon Battista Alberti.

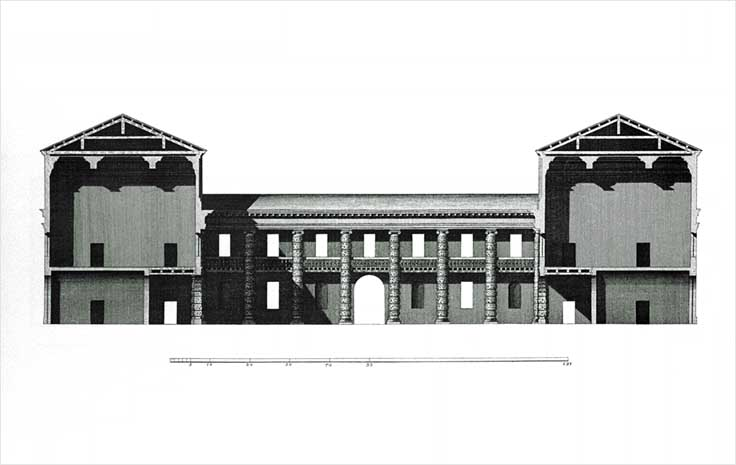
sección alzada de la Villa Serego, dibujada por Ottavio Bertotti Scamozzi en 1781.

En lugar de ladrillo y estuco, las grandes columnas jónicas se realizan con bloques de piedra caliza inacabadas y sobrepuestas para crear pilas irregulares: el tipo de material utilizado (proveniente de las canteras que los Serego poseían no muy lejos) y la dimensión gigantesca de las columnas contribuyen a generar una sensación de poder no alcanzada en ninguna otra villa realizada. Estas columnas colosales se ejecutan en una estética rústica, usando rasgos a menudo encontrados en la arquitectura de Verona. Son únicas en la obra de Palladio y recuerdan al diseño manierista.
La estructura en sí está compuesta de una logia de dos plantas. Las alas, en las que la familia habría vivido, se encuentran en ángulos rectos alrededor del patio, sin cerrarlo completamente. Por tanto, crea un peristilo colosal, por el rasgo dominande de las columnas de la villa. En frente del patio, las pilastras estarían colocadas detrás de las columnas, que habrían soportado el peso de la logia superior.